# إيدا ديكسون
إيدا ديكسون (بالإنجليزية: Ida Dixon)‏ هي مهندسة المناظر الطبيعية أمريكية، ولدت في 25 ديسمبر 1854 في فيلادلفيا في الولايات المتحدة، وتوفيت في 22 نوفمبر 1916 في Wallingford, Pennsylvania ‏ في الولايات المتحدة.